# 양촌집
양촌집(陽村集)은 여말선초의 학자 권근의 시문집으로 전 40권으로 되어있으며 권근의 둘째 아들 권도가 세종 초에 편찬 간행하였다. 양촌은 스스로 지은 권근의 호로 고려말 충주에 유배되었을 때 현재 충주시 소태면 양촌리인 양촌에 살게 되어 양촌을 호로 삼았다고 알려져 있기도 하고, 틈만 나면 양촌으로 가려고 했던 점을 보아 양촌을 출생지로 보는 견해도 있다.

## 개요
<iframe width="1904" height="837" src="https://www.youtube.com/embed/KzTMN-S1tbs" title="YouTube video player" frameborder="0" allow="accelerometer; autoplay; clipboard-write; encrypted-media; gyroscope; picture-in-picture" allowfullscreen></iframe>양촌집에는 시가 980수, 글이 305수가 실려있는데, 그 종류와 권별 수는 다음과 같다.
1. 권 1 ~ 권 10: 시(詩) 980수(首)
2. 권 11 ~ 권 14: 기(記) 45수
3. 권 15 ~ 권 20: 서(序) 66수
4. 권 21: 설(說) 13수ㆍ전(傳) 3수
5. 권 22: 발어(跋語) 21수
6. 권 23: 명(銘) 7수ㆍ찬(贊) 8수ㆍ제문(祭文) 13수
7. 권 24: 사대표전(事大表箋) 21수ㆍ본조 전문(本朝箋文) 16수
8. 권 25 ~ 권 26: 본조 전문 12수ㆍ사직전(辭職箋) 1수ㆍ차자 3수ㆍ계본(啓本) 1수
9. 권 27 ~ 권 28: 소어(疏語) 23수
10. 권 29: 청사(靑詞) 14수
11. 권 30: 교서(敎書) 9수
12. 권 31 ~ 권 32: 상서(上書) 12수
13. 권 33: 잡저(雜著) 11수
14. 권 34: 동국사략론(東國史略論)
15. 권 35: 동현사략(東賢事略)
16. 권 36 ~ 권 40: 묘지(墓誌) 5수
17. 권 40: 행장(行狀) 1수

## 편제

### 1권

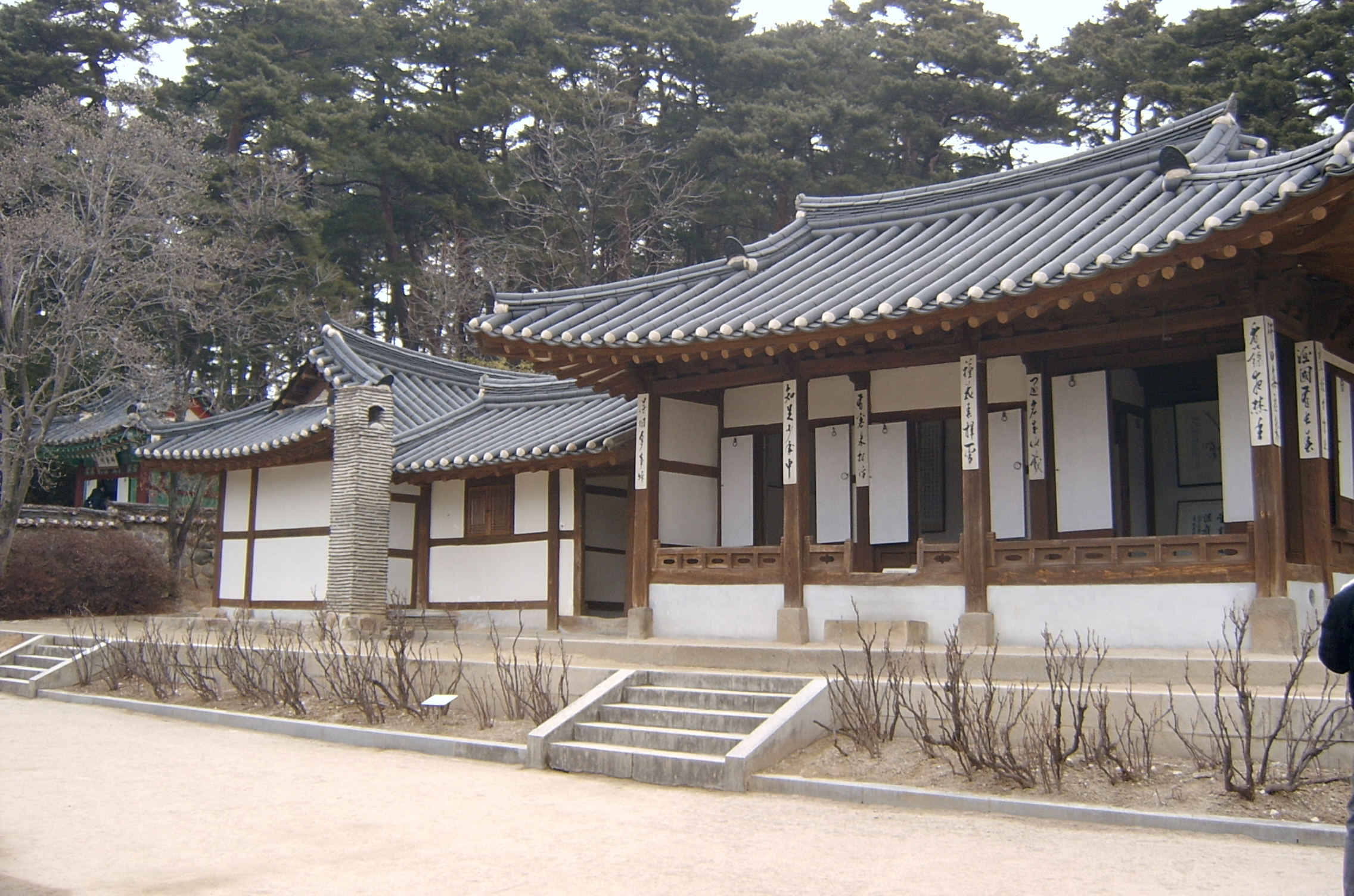
강릉 오죽헌

양촌 권 문충공 유문 중간 서(陽村權文忠公遺文重刊序)로 시작한다.
양촌선생연보(陽村先生年譜)가 먼저 소개되고, 태조고황제 어제시(明太祖高皇帝御製詩) 세 수가 '조선국 수재(秀才) 권근(權近)에게 주다'는 설명 뒤에 수록되어있다. 여기에 응답하여 권근은 '응제시(應製詩): 조선국 배신(陪臣) 권근(權近) 제진(製進)'을 지어 받쳤고, 이 시는 다음과 같다.
권근이 1396년 명나라 황제 태조에게 응답하여 쓴 시 24편은 세 차례에 걸쳐 지어졌는데, 9월 15일에 8수, 같은달 22일에 10수, 10월 27일에 6수를 지어 모두 24편이다. 첫 8수는 왕경작고(王京作古), 이씨(李氏) 이거(異居), 출사(出使), 조선의 명을 받들고 경사(京師)에 오다, 서경(西京)을 지나다, 압록강(鴨綠江)을 건너다, 요동(遼東)을 지나다, 내주(萊州) 바다에 항해(航海)하다로 자신이 황제를 만나러 오기까지의 일들을 시로 지은 것이다.
그 다음 지은 10수는 상고 시대 개벽(開闢)한 동이왕(東夷王), 일본(日本)이 바라보이다, 금강산(金剛山), 신경(新京)의 지리(地理), 진한(辰韓), 마한(馬韓), 변한(弁韓), 신라(新羅), 탐라(耽羅), 대동강(大同江)로 조선의 옛 역사를 시로 지은 것이다. 여기에 단군 신화의 내용도 기록되어 있다.
이후에 지은 6수의 시는 명나라에서 머물면서 지낸 일들을 소재로 지은 시로 내빈(來賓) 누대 이름에서 고가(高歌)를 듣다, 중역(重譯) 누대 이름에서 영인(伶人)을 구경하다, 남시(南市) 누대 이름에서 잔을 들어 실컷 취해 돌아오다, 북시(北市) 누대 이름에서 소회를 말하고 낙탁(落魄)한 채 돌아오다, 취선(醉仙) 누대 이름에서 실컷 마시며 강 언덕을 바라보다, 학명루(鶴鳴樓)에 두 번째 앉아서 환패(環佩) 소리를 듣다이다.
1권에는 제진(製進)한 천감(天監)·화산(華山)·신묘시(神廟詩) 병서(幷序), 제진(製進)한 풍요(風謠) 병서, 제진한 숭화시(嵩華詩) 병서, 난죽장(蘭竹章) 병서도 포함되어 있다.
응제시는 중국과 명제의 덕을 찬양하는 것으로 사대주의적 작품이라는 평가를 받지만 명나라 황제의 마음을 만족시켜서 그의 당초 명나라 방문 목적을 달성하기 위하여서 부득이한 일이었다는 평가가 있다.

### 고려(高麗)의고경(古京)
```
遷遺井邑市荒涼 옮기다 남은 마을 저자마저 황량하고
莽蒼盈眸過客傷 푸른 풀만 눈에 가득 길손이 상심하네
園苑有花蜂釀蜜 동산에 꽃 피니 벌들이 꿀 빚고
殿臺無主兎爲鄕 궁전에 주인 없으니 토끼가 고향 삼네
行商枉道從新郭 행상은 길을 돌아 새터로 굽어들고
坐賈移居慕舊坊 매점은 터 바꾸니 옛골목이 그립나봐
此是昔時王氏業 이는 바로 지난날 왕씨의 기업이라
檀君逝久幾更張 단군이 가고 나서 얼마나 고쳐졌나
```

### 2권
2권에는 기와 시가 수록되어 있다.
삼봉 선생(三峯先生)의 학의 노래〔鶴歌〕에 화답하다
의고(擬古)하여 도시(陶詩)를 화답하다
봄밤에 김 익지(金翼之)와 같이 이 주도(李周道) 행(行)의 관동기행(關東紀行)을 구경하다
수찬(修撰) 조 중실(曺仲實) 신(信)의 시에 차운하다
동년(同年) 이 익신(李益信) 막좌(幕佐)의 전라도 근친(覲親)길을 전송하다
유 박사(劉博士) 경(敬)와 함께 자다
오 부령(吳部令) 언기(偃機)에게 주다
감회(感懷)가 있어 성남(城南)에 호종(扈從)하다
전재(全齋) 이 선생(李先生)이 추재(樞齋) 이 정윤(李正尹)의 어사미(御賜米) 받은 것을 축하한 시에 차운하다
수찬(修撰) 이 주도(李周道) 행(行)의 근친(覲親) 길을 전송하다
이 양실(李養實)을 보내다
춘만 즉사(春晩即事) 안 교감(安校勘) 수(垂)의 집에서 취해 돌아오다
정방(正房)에서 소회를 쓰다
안 사관(安史官) 댁에서 술을 마시며 노래를 주다
자다 일어나 사호(四皓)를 읊으면서 배 동년(裵同年) 중륜(仲倫)의 운자를 사용하다
지관사(止觀寺) 서봉(西峯)에 오르다
정혜사(定慧寺) 선월사(禪月寺)에 묵다
이 통주(李通州) 첨(詹)가 부쳐온 시에 차운하다
차운하여 기우도인(騎牛道人)을 보내다
산마을에서 비에 갇히다
김 직장(金直長) 미(彌)을 보내면서 겸하여 정 삼봉(鄭三峯)에게 부치다
이 지인(李知印)의 운에 차하다
행촌(杏村)의 소루(小樓)에 쓰다
삼봉(三峯)·도은(陶隱) 제공(諸公)을 그리워하다
야음(夜吟)
박 교감(朴校勘) 하(遐)의 귀근(歸覲)을 전송하다
배 동년(裵同年) 중륜(仲倫)에게 희롱삼아 지어 주다
원일 첩자(元日帖字)
원일(元日)에 조회하고 물러나와 김 동년(金同年) 지(摯)에게 주다
김 동년이 차운하므로 또 한 수를 짓다
신흥(晨興)
송 시승(宋寺丞) 문중(文中)과 함께 채 규정(蔡糾正) 극경(克敬)을 찾아가서 박 면(朴免)의 시에 차운한 두 수
입직(入直)하여 석류꽃을 읊다
소나기에 이 부령(李副令) 원굉(元紘)이 운자를 부르다
합포(合浦)의 막(幕)에 부임하는 이 사군(李使君) 집(集)을 보내다
해인사(海印寺)로 사서(史書)를 포쇄(曝曬)하러 가는 이 사관(李史官) 백유(伯由)을 전송하다
궁매(宮梅) 두 수
예문관(藝文館) 제공이 관 뜰의 솔을 읊었으므로 그 시에 차운하다
도은(陶隱)의 서한을 얻어 보다
대제(待制) 염 민망(廉民望)에게 부치다
양촌(陽村)에 당도하다
예문관 제자(諸子)의 매화시에 차운하다
도은(陶隱) 제공의 신효사(神孝寺)의 포도가(蒲桃架) 시에 차운하다
직려(直廬)에서 소회를 쓰다
빗속에 간재(簡齋)의 시운을 인용하여 김 익지(金翼之)를 부르다
차운하여 도은(陶隱)에게 부치다
도은의 시를 부록하다
김 중랑(金中郞) 약채(若采)의 춘우시(春雨詩)에 차운하다
예문관 제공의 시에 차운하다
정사년(丁巳年) 입춘(立春)
김 당후(金堂後)를 보내면서 인하여 광소〔礦〕를 떠난 김 정언(金正言)에게 부치다
중추(仲秋)에 이 정랑(李正郞) 종학(種學)에게 부친 두 수
병중에 염 고사(廉庫使) 정수(廷秀)에게 답하다
우점(牛岾)에 오르다
진사 이 해(李海)의 귀령(歸寧)에
경효대왕(敬孝大王) 공민왕(恭愍王) 만장(挽章)
유 정신공(柳貞愼公) 만사(挽辭)
이 충정공(李忠靖公) 희필(希泌) 만사
성 판서(成判書) 유덕(唯德) 만사
전 판서(全判書) 경선(敬先) 만사 3수
민 판서(閔判書) 만사
설 감승(偰監丞) 부인(夫人) 만사
차운하여 천녕(川寧)으로 돌아가는 김 수량(金遂良)을 보내다 2수
취가행(醉歌行)을 지어 김 시승(金寺丞) 지(摯)에게 주다
고열행(苦熱行)을 지어 김 익지(金翼之)에게 주다
본국으로 돌아가는 일본 중 대유(大有)를 전송하다
야당(埜堂) 허 총랑(許摠郞) 금(錦)의 시에 차운하다 2수
사명을 받들고 일본에 가는 정 대사성(鄭大司成)을 전송하다
좌주(座主) 목은 상국(牧隱相國)이 우리 조부 성재(誠齋) 상국에게 시를 부쳐왔으므로 세 수를 차운하였는데, 한 수는 조부의 대작(代作)으로 목은에게 드린 것이고 한 수는 자신이 목은에게 드린 것이며, 한 수는 조부에게 드린 것이다
이 지후(李祗候) 결(結)의 시에 차운하다 2수
중암(中庵)이 그린 이 주도(李周道)의 기우도(騎牛圖)
이 주도(李周道) 행(行)의 시에 차운하다 4수
충주(忠州)로 가는 판관(判官) 김 대소(金大素) 조(肇)를 전송하다
조계(曹溪) 분선사(芬禪師)를 보내다
공주(公主) 만사
조 밀직(趙密直) 휘는 사민(思敏) 만사
박 첨서(朴簽書) 형(形) 댁의 모란(牧丹)
강 대언(姜代言) 은(隱)을 축하하다
서녘 이웃 이 사인(李舍人) 결(結)·이 규정(李糾正) 직(稷)·안 주서(安注書) 노생(魯生)에게 부치다
전라도 안렴사(全羅道按廉使) 정 총랑(鄭摠郞) 이(釐)을 보내다 2수
유월 열엿샛날 밤에 이 사인(李舍人) 결(結)이 안 주서(安注書) 노생(魯生)와 술을 들고 찾아 왔으므로 시로써 감사를 표하다

### 3권
慷慨長纓志 爛斑彩服人
3,422.동년(同年) 이익신(李益信) 막좌(幕佐)의 전라도 근친(覲親)길을 전송하다.
깃발을 휘날리며 남으로 가니, 산꽃이 만발한 저문 봄일레
旌旆征南路<정패정남로> 煙花欲暮春<연화욕모춘>
산마루엔 호각소리 웅장도 하고, 방초는 우거져라 말 울음 잦아
連山角聲壯<련산각성장> 芳草馬嘶頻<방초마시빈>
세상을 개탄하는 장영 마음에. 색동옷도 화사하다 효하는 사람
慷慨長纓志<강개장영지> 爛斑彩服人<란반채복인>
종군이라 시흥이 솟구치거든, 옛 친구 잊을세라 부쳐나 주게
從軍有詩興<종군유시흥> 遠寄舊交親<원기구교친>
<權 近: 高麗~朝鮮: 譯: 古譯院>
※장영(長纓) 마음: 장영은 긴 노끈이라는 뜻으로, 한(漢) 나라 때 종군(終軍)이 왕에게 자청하기를 원컨대 저에게 긴 '노끈을 주십시오. '그러면 반드시 제가 남월왕(南越王)의 목을 묶어서 대궐 아래 바치겠습니다.”한 데서 온 말인데, 즉 자원하여 입대(入隊)하는 데 비유한 말이다.
※색동옷[彩服]도~사람: 효행(孝行)을 일컫는 말이다.
전국 시대 초(楚) 나라 현인(賢人) 노래자(老萊子)가 나이 70에 어린애처럼 색동옷을 입고 어린애같이 장난을 하여 부모를 즐겁게 한 데서 온 말이다.

### 21권
21권에는 주옹에 대한 이야기가 실려있다.
어떤이가 주옹에게 이유없이 배를 띄워 위험에 처해 있느냐 묻자
주옹이 육지에 거하면 나태해지므로 험한 물에 나와 있는 것이며
그 가운데에서 중심을 잘 잡아서 자신의 마음은 평온하다고 말하였고, 다음과 같이 노래하였다.
```
渺江海兮悠悠. 아득한 강해 유유한데
泛虛舟兮中流. 빈 배를 중류에 띄웠구나
載明月兮獨往. 명월을 싣고 홀로 가노니
聊卒歲以優游. 해가 마치도록 한가롭게
```

### 40권
원본: 40권이다.
국역 원본 4권 출판과 5권으로 출간되었다.

## 번역본
한글 번역본 총 5권이 출간되었다.
```
문정공
菊齋公'

兒孫慶八十(아손경팔십)-權溥(권부)
팔십 나의 생일에 -權溥(권부)
黃菊丹楓九月天(황국단풍구월천): 노란 국화 피고, 붉은 단풍 든 구월 어느 날
炊金爨玉設華筵(취금찬옥설화연): 좋은 그릇, 맛난 음식, 화려한 잔치 상을 차렸구나
兒孫薦壽誠殊重(아손천수성수중): 자식과 손자들의 축하, 정성이 너무 기특하여
倒了霞觴骨欲仙(도료하상골욕선): 고운 술잔 기울이니 몸은 신선이 될 듯 하구나
부뚜막 爨 찬, 촌 천거할 薦 觴 잔상
炊 불땔 취 霞 놀하 殊 뛰어날 수
權 溥 호 菊齋 (字) 齊滿
露洗銀河添月色 酒盈金盞却天寒
紫泉一曲人如玉 紅燭燒殘夜未闌
이슬 빛 은하에는 달이 둥글고.
술이 가득한 술잔에는 도리어 날씨 차다
자천의 한 곡조에 사람 옥 같은데
촛불은 가믈 거리나 밤은 아직 깊지 않네
```

```
시(詩)
양촌(陽村)에 당도하다.
벼슬살이 십 년에 한 번 겨우 돌아오니 / 十載趨朝得一廻
이웃 노인 잔 들고 와 나를 위로하네 / 隣翁挈榼慰余來
사륜을 윤색하던 그 손으로 / 直將潤色絲綸手
산촌의 맥주잔을 잘도 기울여 / 能倒山村麥酒杯
선생의 외조(外祖)인 정승 문절공(文節公) 복재(復齋) 한종유(韓宗愈)가
만년에 한양(漢陽)으로 퇴와(退臥)하여
저자도(褚子島)에 노닐면서 절구시를 지었는데, 그 시에 이르기를,
십 리라 평호에 가랑비 지나가니 / 十里平湖細雨過
한 가락 젓대 소리 갈대꽃 저 너머서 / 一聲長笛隔蘆花
 은정에서 조갱하던 그 손으로 / 直將殷鼎調羹手
 낚시대 들고 사장으로 내려가다니 / 還把漁竿下晩沙
 라 하였다. 선생의 이 시는 대개 그 어법을 쓴 것이다.
복재의 문장에 의해 초은(樵隱)ㆍ목은(牧隱) 두 선생이 크게 경복(敬服)하였던 바이나
본집은 전하지 못하고 다행히 이 절구 한 수는 계부(季父) 제학공(提學公)의 전편(傳編)에서 얻었는데,
또 묻혀버릴까 걱정되어 이에 부저(附著)하는 바이다.
[주D-001]사륜(絲綸): 조서(詔書)의 아칭(雅稱). 《예기》 치의(緇衣)에
“왕의 말이 실 같으나 나가서는 줄 같다.[王言如絲 其出如綸]” 하였다.
 [주D-002]은정(殷鼎)에서 조갱(調羹): 정승에 비유하여 쓴 말이다.
 《서경》 열명(說命)에 “만약 국을 양념하게 될 경우에는 네가 염매의 구실을 하라.
[若作和羹 爾惟鹽梅]” 하였는데, 이는 은 고종(殷高宗)이 부열(傅說)에게 재상의 일을 위촉한 것이다.
```

## 같이 보기
- 권근